# Javi Boss
Pour les articles homonymes, voir Boss (homonymie).
Javi Boss, de son vrai nom Francisco Javier García Ramón (né en 1974), est un producteur espagnol et disc jockey de mainstream hardcore. Il est le principal dirigeant de son propre label The Boss Records.

## Biographie
Francisco Javier García Ramón est né en 1974 à Alicante, Valence. Il lance sa carrière de producteur et disc jockey au tout début des années 2000, ses premiers pas s'effectuant au label espagnol Bit Music. En parallèle, le label Central Rock Records, un label de techno hardcore, hard house et dance, est lancé en 2000 sous contrôle de Blanco y Negro jusqu'en 2003, puis de Divucsa, jusqu'en 2008, puis par Freneti-K Records ; Javi Boss en est le coordinateur et responsable de la section A&R. 
Au fil des années, Javi Boss participe à l'émission espagnole Música sí diffusée sur la chaîne TVE, et collabore avec d'autres artistes de techno hardcore tels que Paul Elstak (Suicide), Omar Santana (Causing Hysteria), DJ D (No Way Out) et Buenri (Crazy on the Track). Toujours à cette période, il s'associe plus particulièrement à un autre artiste espagnol, Juanma, prenant comme nom pour ces collaborations Bossma ou Cara a Cara. 
Depuis les années 2010, ses compositions apparaissent dans de nombreux albums et nombreuses compilations de célèbres festivals comme Dominator, Masters of Hardcore et Syndicate. En 2015, il signe son premier EP au sein du label Masters of Hardcore, intitulé Damnation. En mai 2016, il est annoncé au festival Dominator, aux côtés notamment d'Angerfist, DJ Mad Dog et Noize Suppressor. Le 5 août 2016, Javi Boss publie son nouvel EP, Impact. En juillet 2017, il s'associe à Broken Minds pour le morceau clippé Here I Am. La même année, il revient lors de divers festivals comme le Medusa Sunbeach Festival, le Summer Story Festival, l'Animal Sound et Tomorrowland.

## Discographie

### Album studio
- 2010 : Hardcore Legend Never Die (Bit Music)

### Singles et EP
- 2002 : The Boss (Central Rock Records)
- 2003 : Spain Best Core I (Bit Music, Central Rock Records)
- 2003 : Spain Best Core II (Bit Music, Central Rock Records)
- 2003 : Like What (Bit Music, Central Rock Records)
- 2003 : The Boss II (Bit Music, Central Rock Records)
- 2004 : Causing Hysteria (avec Omar Santana) (H2OH Recordings)
- 2004 : Cara A Cara (avec Juanma) (Central Rock Records, Bit Music)
- 2004 : The Boss III - Eternity (Central Rock Records, Bit Music)
- 2004 : Enjoy (Central Rock Records, Bit Music)
- 2004 : Spain Best Core III (Central Rock Records, Bit Music)
- 2005 : Suicide (avec Paul Elstak) (Offensive Records)
- 2005 : The Eye (Central Rock Records, Bit Music)
- 2005 : No Way Out (avec DJ D (Hardcore Blasters)
- 2005 : Growing (Central Rock Records, Bit Music)
- 2006 : Spain Best Core V - The Patriot (Central Rock Records, Bit Music)
- 2006 : The Boss - Dedicated (Central Rock Records, Bit Music)
- 2006 : Moon Steel - DJ Domingo - Vol.4 (avec Juanma) (Central Rock Records, Bit Music)
- 2006 : Spain Best Core IV (Central Rock Records, Bit Music)
- 2006 : Crazy on the Track (avec Buenri) (Xque Records, Bit Music)
- 2007 : It's My Life (Central Rock Records, Bit Music)
- 2007 : Vice (Central Rock Records, Bit Music)
- 2007 : Game Over (Central Rock Records, Bit Music)
- 2007 : The War (Central Rock Records, Bit Music)
- 2007 : Spain Best Core - Alliance (Central Rock Records)
- 2008 : Cara a Cara (avec Juanma) (Central Rock Records, Bit Music)
- 2008 : Pandora (Central Rock Records, Bit Music)
- 2009 : Violet Hardcore (Central Rock Records, Bit Music)
- 2009 : Central 10 (avec Juanma) (Central Rock Records)
- 2009 : Mr. Black (Central Rock Records)
- 2009 : Print the Melody (avec Juanma) (Central Rock Records)
- 2009 : Vend3tta (Central Rock Records)
- 2010 : Hypnosis (Central Rock Records)
- 2010 : The Ultimate Vinyl of the Earth (avec Juanma) (Central Rock Records)
- 2010 : Cara a Cara (Face to Face) (avec Juanma) (Central Rock Records)
- 2010 : Hardcore Legend Never Die (Central Rock Records)
- 2011 : Central Eleven (Central Rock Records)
- 2015 : Damnation (Masters of Hardcore)
- 2023 : Back to Street (The Boss Records)